# Message in a Bottle (chanson de Taylor Swift)
Pour les articles homonymes, voir Message in a Bottle (homonymie).
Singles de Taylor Swift
I Bet You Think About Me
(2021) Anti-Hero
(2022)
Message in a Bottle est une chanson de l'auteure-compositrice-interprète américaine Taylor Swift, tirée de son deuxième album réenregistré, Red (Taylor's Version) (2021). Elle écrit la chanson avec Max Martin et Shellback. Produit par Shellback et Elvira Anderfjärd, Message in a Bottle est un morceau dance-pop et électropop avec une production influencée par les années 1980 avec des synthétiseurs et une basse palpitante. Republic Records envoie la chanson aux stations de radio américaines en tant que single en novembre 2021.
Dans les critiques de Red (Taylor's Version), certains critiques louent la production de la chanson et la compare au son de l'album de 2014 de Swift, 1989, mais quelques autres trouvent la chanson décevante par rapport aux autres morceaux pop de l'album. La chanson culmine à la place 50 du Billboard Global 200 et entre dans les classements en Australie, au Canada et aux États-Unis.

## Contexte et version
Le 5 août 2021, Taylor Swift publie un teaser de 30 secondes sur les réseaux sociaux présentant des lettres confuses qui, une fois décodées, révèlent les titres des chansons et les collaborateurs des neuf chansons inédites incluent sur Red (Taylor's Version) (2021), sa version réenregistrée de son album Red de 2012. L'un des neuf morceaux est Message in a Bottle, annoncé peu de temps après comme la vingt-cinquième chanson de l'album,. Il est diffusé à la radio américaine en tant que single le 12 novembre 2021, coïncidant avec la sortie de l'album. Billboard rapporte que le morceau est diffusé sur les stations de radio américaines en tant que single dès novembre 2021. Un remix de Fat Max G est diffusé sur les services numériques et de streaming le 21 janvier 2022. Lors du concert du 23 juillet 2023 à Seattle,la chanteuse interprète le morceau en tant que « chanson surprise », dans le cadre de The Eras Tour (2023-2024).

## Composition
Message in a Bottle est la seule des neuf chansons "From the Vault" sur Red (Taylor's Version) à avoir été co-écrite par Martin et Shellback, qui ont travaillé avec Swift sur des singles de Red tels que We Are Never Ever Getting Back Together, I Knew You Were Trouble et 22. C'est la première chanson que Swift écrit avec eux. Shellback et Elvira Anderfjärd produisent conjointement la chanson, Shellback jouant de la guitare sur le morceau, tandis qu'Anderfjärd joue de la basse et à la batterie. Tous deux contribuent également aux claviers. Message in a Bottle se déroule dans la tonalité de sol majeur avec un tempo de 116 battements par minute. C'est une chanson dance, dance-pop et électropop,, avec des synthétiseurs et une basse palpitante, avec la voix de Swift allant entre sol2–ré4.

## Réception critique
Les critiques musicaux reçoivent Message in a Bottle avec des critiques généralement positives. Écrivant pour NME, Hannah Mylrea qualifie la chanson de « pépite effervescente de pure pop », affirmant qu'elle « rappelle le disque influencé par les années 80 de Carly Rae Jepsen, Emotion ». Paul Bridgewater de The Line of Best Fit qualifie le morceau de « A-grade Swift », affirmant qu'il « s'intégrerait facilement dans l'album suivant Red, 1989 ». Clash note également que « le paysage sonore électronique et le rythme pulsé » sont similaires à ceux de 1989, écrivant que Message in a Bottle est un « son à la Carly Rae Jepsen » de Swift.
Pour iHeartRadio, Ariel King estime que « bien que le morceau conserve le thème de Red, où Swift travaille sur un chagrin d'amour intense, les instrumentaux optimistes du single pourraient bien être la chanson qui la fait entrer dans 1989 ».Classant Message in a Bottle au troisième rang parmi les neuf inédits de Red (Taylor's Version), le journaliste de Billboard Jason Lipshutz qualifie la chanson de « morceau de danse compact et propulsif qui porte la même énergie (et le même charme crépitant) que les hits qui ont poussé le son de Swift vers la pop grand public menant à 1989 en 2014 ».
Jonathan Keefe de Slant Magazine compare le crochet du morceau à We Are Never Ever Getting Back Together et Shake It Off, notant également qu'il n'est pas « les répétitions gênées de ces succès ». Pour Variety, Chris Willman attribue à la chanson une note de 4/5, exprimant sa surprise que le morceau ait été initialement exclu de Red, le qualifiant de « fort potentiel pour le statut de single à succès » et de « complètement contagieux ». Cependant, Willman déclare également que « aussi bon soit-il, vous pouvez imaginer presque n'importe qui dans la pop le chantant », le qualifiant de « légèrement impersonnel comme le font peu de ses chansons publiées ».
Olivia Horn de Pitchfork donne une critique tiède, complimentant la production sur papier glacé, mais critique le morceau pour son « manque de personnalité ». Laura Snapes de The Guardian juge Message in a Bottle générique et inférieur à 22, une autre chanson pop incluse dans l'album original de 2012.

## Performances commerciales
Message in a Bottle fait ses débuts au numéro 36 du Adult Top 40 de Billboard daté du 20 novembre 2021, marquant la trente-sixième entrée de Swift sur ce palmarès. C'est la chanson la plus demandée de Red (Taylor's Version) sur les stations iHeartRadio au cours de la première semaine de sortie de l'album. Il culmine à la 11e place du Adult Top 40, à la 17e du Mainstream Top 40, et à la 45e du Billboard Hot 100. Au Canada, Message in a Bottle est la chanson la plus ajoutée à la radio pop pour la semaine du 27 novembre 2021 ; il culmine ensuite à la 16e place.

## Liste des pistes
Tous les morceaux sont notés "Taylor's Version".
Téléchargement numérique et streaming
1. Message in a Bottle (Fat Max G Remix) – 3:45
2. Message in a Bottle (From the Vault) – 3:47

Téléchargement numérique et streaming
1. Message in a Bottle (Fat Max G Remix) – 3:45
2. Message in a Bottle (From the Vault) – 3:46
3. Message in a Bottle (From the Vault) (lyric video) – 3:46

## Crédits et personnel
Crédits adaptés des notes d'accompagnement de l'album Red (Taylor's Version)
 
- Taylor Swift – chanteuse principale, auteure-compositrice
- Shellback – auteur-compositeur, producteur, programmeur, claviers, guitares
- Max Martin – auteur-compositeur
- Elvira Anderfjärd – production, programmation, claviers, batterie, basse
- Randy Merrill – mastering
- Serban Ghenea – mixeur
- John Hanes – ingénieur son
- Christopher Rowe – ingénieur vocal

## Performance en direct
Taylor Swift interprète la chanson en direct le 23 juillet 2023 à Seattle, Washington, lors du set acoustique de The Eras Tour.

## Classements
| Classement (2021–2022)           | Meilleure position |
| -------------------------------- | ------------------ |
| Australie (ARIA)                 | 33                 |
| Canada (Hot 100)                 | 32                 |
| Canada (Adult Contemporary)      | 13                 |
| Canada (CHR/Top 40)              | 15                 |
| Canada (Hot AC)                  | 7                  |
| Japan Hot Overseas (Billboard)   | 16                 |
| New Zealand Hot Singles (RMNZ)   | 12                 |
| Royaume-Uni (UK Streaming Chart) | 71                 |
| États-Unis (Hot 100)             | 45                 |
| États-Unis (Adult Contemporary)  | 11                 |
| États-Unis (Adult Pop Songs)     | 10                 |
| États-Unis (Pop Airplay)         | 17                 |

| Classement (2022)                 | Position |
| --------------------------------- | -------- |
| US Adult Contemporary (Billboard) | 23       |
| US Adult Top 40 (Billboard)       | 29       |

## Historique des versions
| Région     | Date             | Format(s)                           | Version         | Étiquette | Ref.   |
| ---------- | ---------------- | ----------------------------------- | --------------- | --------- | ------ |
| Divers     | 12 novembre 2021 | Téléchargement numérique, streaming | Original        | Republic  |        |
| États-Unis | 12 novembre 2021 | Adult pop, diffusion radio          | Original        | Republic  | [ 4 ]  |
| Divers     | 21 janvier 2022  | Téléchargement numérique, streaming | Fat Max G Remix | Republic  | [ 6 ]  |
| Italie     | 21 janvier 2022  | Diffusion radio                     | Original        | Universal | [ 43 ] |